# Talcher (Staat)

Haupttor zum Fürstenpalast von Talcher

Talcher war ein Fürstenstaat Britisch-Indiens im heutigen Bundesstaat Odisha. Seine Hauptstadt war der Ort Talcher.
Der Legende nach wurde Talcher im 12. Jahrhundert von einem der vier Brüder der Kachwaha-Rajputen-Dynastie gegründet.
Talcher war einer von 26 feudalen Staaten im damaligen Britisch-Indien auf dem Gebiet des heutigen Odisha. Am 1. Januar 1948 schloss sich der Staat mit der Unterschrift des letzten Herrschers Hrudaya Chandra Dev Birabar der Indischen Union an.